# Calamus flagellum
Calamus flagellum là loài thực vật có hoa thuộc họ Arecaceae. Loài này được Griff. ex Mart. mô tả khoa học đầu tiên năm 1853.